# バリ (小惑星)
バリ (770 Bali) は小惑星帯のS型小惑星である。ハイデルベルクのケーニッヒシュトゥール天文台で、ドイツの天文学者アダム・マシンガーが発見した。
ヒンドゥー神話に登場するダイティヤ（アスラ）の王マハーバリ、もしくはインドネシアのバリ島に因んで命名された。